# Horst Ebschbach
Horst Ebschbach (* 24. März 1924 in Leipzig; † 4. Oktober 1977) war ein deutscher Dreher und Hochschullehrer an der Universität Halle.

## Leben
Der Sohn eines Maschinenformers besuchte eine Volksschule und wurde anschließend zum Werkzeugdreher ausgebildet. Nach bestandener Prüfung wurde er 1941 Facharbeiter. Seit 1942 war er Soldat in einem Infanterieregiment, im September des nächsten Jahres geriet er in sowjetische Kriegsgefangenschaft. Im August 1946 konnte er schließlich wieder nach Deutschland zurückkehren. Er wirkte als Dreher in einem Leipziger Maschinenbetrieb, hauptsächlich aber als Stadtbezirksjugendleiter. Seit Oktober durfte er als Lehrer operieren, da man bei ihm pädagogische Talente erkannte. So leitete Ebschbach 1948/1949 in Leipzig die SED-Polizeischule.
Später dozierte Ebschbach Gegenwartskunde an der Universität Leipzig. Während dieser Zeit entwarf er einen Lehrplan für Marxismus-Leninismus. 1951 als Direktor der Arbeiter- und Bauern-Fakultät eingesetzt, hielt er dieses Amt kurz im nächsten Jahr an der Universität Dresden inne. Im Juni 1953 kam er an die Universität Halle, wo er dieses Amt erhielt und Mitglied des Senats wurde. Seit 1959 amtierte er dort als Dozent für Politische Ökonomie. Gegen Ende 1959 stieg er zum Prorektor für Studienangelegenheiten auf.
Von Amt des Prorektors ließ sich Ebschbach August 1962 entbinden, um zu promovieren. Erst verfasste er eine Diplomarbeit über Politisch-ideologische Erziehung der Studenten. 1976 schließlich wurde er zum Doktor phil. promoviert. Die Dissertation hieß Die Entstehung und Entwicklung der Marxschen Akkumulationstheorie in den Jahren 1843 bis 1858.
1977 verstarb Ebschbach im Alter von 53 Jahren. Er hatte die Verdienstmedaille der DDR, die silberne Pestalozzi-Medaille für treue Dienste, die silberne Dr.-Theodor-Neubauer-Medaille und die Ehrenurkunde des ZK der SED erhalten.